# Белл, Элизабет Гэллоуэй
Элизабет Гэллоуэй Белл (англ. Elizabeth Galloway Bell; 16 сентября 1911 — 16 марта 2007), урождённая Уотсон (англ. Watson) — австралийская буддистка, в течение двадцати лет возглавлявшая буддийское общество Виктории. Она также была председателем Федерации буддизма Австралии и редактором журнала «Metta». Она помогла организовать первый визит Далай-ламы в Австралию и была делегатом Всемирной конференции «Религии за мир», проходившей в Мельбурне в 1984 году. В 1999 году была награждена медалью Ордена Австралии за вклад в буддизм в Австралии.

## Биография
Элизабет Уотсон родилась в Мельбурне (Австралия) 16 сентября 1911 года. Её родители, Уильям и Кристина Уотсон, эмигрировали в Австралию из Шотландии в 1907 году. Отец Элизабет был капитаном корабля. Элизабет была их старшей дочерью. Через два года родился сын Томас. Элизабет Уотсон училась в средней школе Кобурга и работала в цветочном магазине.
В 1946 году Элизабет вышла замуж за Грэма Белла, джазового музыканта. Грэм Белл был одним из пионеров джаза в Австралии. На момент женитьбы на Элизабет у Белла была своя собственная группа, «Dixieland Jazz Band», популярность которой росла. В 1947 году их пригласили выступить на Всемирном фестивале молодёжи в Чехословакии; они пробыли за границей год и гастролировали по Европе. Элизабет присоединилась к мужу в период гастролей группы. В 1950 году, снова путешествуя за границу, Элизабет родила в Англии единственного ребёнка — Кристину. Элизабет и Грэм Белл развелись. Грэм Белл переехал в Сидней и снова женился. Елизавета осталась в Виктории и вырастила там дочь.
К числу её интересов относится стихотворчество, а стихотворение Элизабет «Сестра Эрна Малли» было опубликовано в журнале Quadrant в 2006 году.
Белл умерла 16 марта 2007 года в Ричмонде, Виктория, в возрасте 95 лет.

## Лидерство в буддистских сообществах
Элизабет Белл начала практиковать буддизм в 1963 году. Выросшая в пресвитерианской церкви, она обнаружила, что её тянет к буддийским учениям. Она стала членом Буддийского общества Виктории, старейшего буддийского общества в Австралии, основанного в 1953 году. Она стала президентом в 1970-х годах и проработала в этой должности более двадцати лет. Она устраивала собрания в своём доме и принимала много гостей. В 1975 году она руководила покупкой дома для проведения лекций и мероприятий, известного как Буддийский дом.
Белл входила в комитет, организовавший визит Далай-ламы в Австралию в 1982 году. В то время Далай-лама был малоизвестен в стране за пределами буддийских кругов. Исторический визит Далай-ламы в Австралию был относительно тихим и сдержанным мероприятием, запланированным местными волонтёрами.
Белл также была членом Национальной буддийской федерации Австралии и стала её председателем в 1970-х годах. В конце 1980-х она работала редактором журнала федерации «Metta». В 1984 году, когда в Мельбурне проходила четвёртая Всемирная конференция «Религии за мир», Белл присутствовала в качестве делегата. В 1986 году она написала краткую историю о развитии буддизма в Виктории.
В рамках празднования Дня рождения королевы в 1999 году Белл получила медаль Ордена Австралии в знак признания её вклада в буддизм.